# Fabrice Dorizon
Fabrice Dorizon, né le 19 août 1970 à Saint-Cyr-l'École, est un footballeur français. Il évolue au poste de défenseur de la fin des années 1990 au milieu des années 2000.

## Biographie
Fabrice Dorizon joue 116 matchs professionnels en Division 2, dont 90 avec l'AS Red Star 93 et 26 avec l'Olympique Grand Rouen.